# Цись Олександр
Цись (Цисс, псевд. Мовчій), Олександр — український письменник, драматург, актор і культурний діяч другої половини 19 ст.; військовий лікар Одеської військової округи, член старої Київської Громади, співробітник «Київської старовини» (1900).

## Життєпис
У 1860-их pp. організував українські театральні вистави в Києві й Полтаві та брав у них участь, серед ін. у трупі Марка Кропивницького. Автор мелодрам «Сватання невзначай» і «Ятрівка» (1864), драми «Гріх задля лиха» (1865), драматизованої історії України «Стара Україна» (1899) та ін. Вірші Цися друкувалися в галицькій газеті «Правда» (1867—1868), журналі «Нива» (1865) і «Календарі народнім» на 1865. Про творчість Цися писав Олександр Кониський.